# Brooklyn South
Brooklyn South  è una serie televisiva statunitense in 22 episodi trasmessi per la prima volta nel corso di una sola stagione dal 1997 al 1998.
È una serie del genere poliziesco incentrata sulle vicende degli agenti di una stazione di polizia a sud di Brooklyn, New York.

## Trama
Francis "Frank" Donovan è il sergente di pattuglia che presiede ogni giorno nel 74º distretto di polizia di Brooklyn South per le assegnazioni dei turni agli ufficiali in divisa. Donovan è un informatore per l'odiato Internal Affairs Bureau (IAB, la "Interdisciplinare"), e segretamente riferito al tenente Jonas Stan, che, nei primi episodi della serie, da ufficiale dello IAB diventa capitano di zona dopo le dimissioni del capitano Lou Zerola, caduto in disgrazia per evitare uno scandalo pubblico. Viene poi rivelato che Donovan è diventato un informatore 15 anni prima per proteggere il padre, un poliziotto in pensione che vive in Florida, dalle accuse di corruzione.
Nell'episodio pilota, diversi agenti della stazione vengono accusati della morte di un arrestato che aveva ucciso diversi agenti in una sparatoria e che era stato malmenato a morte mentre era chiuso in una cella della struttura dalla poliziotta Ann-Marie Kersey, che aveva visto il suo fidanzato, anch'egli agente, perire per mano dello psicotico. La Kersey viene poi anche promossa di grado da Donovan. Nel corso dei restanti 21 episodi, la serie segue le vicende degli agenti, sia quelle professionali, come le azioni di polizia in strada, sia i loro rapporti personali, anche amorosi.

## Episodi
| Stagione       | Episodi | Prima TV USA |
| -------------- | ------- | ------------ |
| Prima stagione | 22      | 1997-1998    |

## Personaggi e interpreti

### Personaggi principali
- Sergente Francis X. Donovan (22 episodi, 1997-1998), interpretato da Jon Tenney.
- Uff. Phil Roussakoff (22 episodi, 1997-1998), interpretato da Michael DeLuise.
- Sergente Richard Santoro (22 episodi, 1997-1998), interpretato da Gary Basaraba.
- Uff. Jake Lowery (22 episodi, 1997-1998), interpretato da Titus Welliver.
- Uff. Nona Valentine (22 episodi, 1997-1998), interpretata da Klea Scott.
- Uff. Jimmy Doyle (22 episodi, 1997-1998), interpretato da Dylan Walsh.
- Uff. Anne-Marie Kersey (21 episodi, 1997-1998), interpretata da Yancy Butler.
- Capitano Stan Jonas (20 episodi, 1997-1998), interpretato da James Sikking.
- Uff. Clement Johnson (20 episodi, 1997-1998), interpretato da Richard T. Jones.
- Uff. Hector Villanueva (20 episodi, 1997-1998), interpretato da Adam Rodríguez.
- Terry Doyle (16 episodi, 1997-1998), interpretato da Patrick McGaw.

### Personaggi secondari
- Kathleen Doyle (9 episodi, 1997-1998), interpretata da A.J. Langer.
- Ufficiale Ray MacElwaine (8 episodi, 1998), interpretato da John Finn.
- Capitano Lou Zerola (6 episodi, 1997), interpretato da Bradford English.
- Ufficiale Kevin Patrick (5 episodi, 1997-1998), interpretato da Mark Kiely.
- Detective Reggie Simpson (5 episodi, 1997-1998), interpretato da James Pickens Jr..
- Noreen Patrick (5 episodi, 1997-1998), interpretato da Star Jasper.
- Vicky Santoro (4 episodi, 1997-1998), interpretata da Karla Tamburrelli.
- Emmeline 'Emily' Flannagan (4 episodi, 1997-1998), interpretata da Brigid Brannagh.
- Yvonne Lowery (4 episodi, 1997), interpretata da Jana Marie Hupp.
- Partner di Lowery (4 episodi, 1998), interpretato da Andrew Sikking.
- Ufficiale Christine Bannon (3 episodi, 1998), interpretata da Erika Eleniak.
- Detective Ed Murphy (3 episodi, 1998), interpretato da John F. O'Donohue.
- Detective Lou Conroy (3 episodi, 1997-1998), interpretato da Mark Rolston.
- Bobby Quinn (3 episodi, 1997), interpretato da Cameron Dye.
- Paddy Flannagan (3 episodi, 1997), interpretato da Bill Bolender.
- Reverendo Basil Matheson (3 episodi, 1997), interpretato da Anthony Lee.
- Penny O'Rourke (3 episodi, 1997-1998), interpretata da LeAnna Croom.
- Detective Hayes (3 episodi, 1997-1998), interpretato da Neal Matarazzo.
- Elena (3 episodi, 1998), interpretata da Elena Maddalo.
- Joe (3 episodi, 1997), interpretato da Christopher Meloni.
- Ufficiale Gene Kantorski (3 episodi, 1997-1998), interpretato da Glenn Taranto.

## Produzione
La serie, ideata da David Milch e Steven Bochco, fu prodotta da Steven Bochco Productions e CBS Productions e girata a New York e a Los Angeles. Le musiche furono composte da Mike Post.

### Registi
Tra i registi sono accreditati:
- Michael W. Watkins in 6 episodi (1997-1998)
- Marc Buckland in 5 episodi (1997-1998)
- Lesli Linka Glatter in 2 episodi (1998)
- Christopher Misiano in 2 episodi (1998)
- James Whitmore Jr. in 2 episodi (1998)

### Sceneggiatori
Tra gli sceneggiatori sono accreditati:
- David Milch in 13 episodi (1997-1998)
- Bill Clark in 12 episodi (1997-1998)
- William M. Finkelstein in 11 episodi (1997-1998)
- Steven Bochco in 10 episodi (1997-1998)
- Michael S. Chernuchin in 5 episodi (1997-1998)
- Edward Allen Bernero in 4 episodi (1997-1998)
- Matt Olmstead in 4 episodi (1998)
- Doug Palau in 4 episodi (1998)
- Nicholas Wootton in 4 episodi (1998)
- Scott Williams in 3 episodi (1997-1998)

## Distribuzione
La serie fu trasmessa negli Stati Uniti dal 22 settembre 1997 al 27 aprile 1998 sulla rete televisiva CBS. In Italia è stata trasmessa su RaiDue con il titolo Brooklyn South.
Alcune delle uscite internazionali sono state:
- nel Regno Unito il 5 gennaio 1998
- in Francia il 14 gennaio 1998 (Brooklyn South)
- in Finlandia il 26 febbraio 1998
- in Portogallo il 17 aprile 1998 (A Esquadra de Brooklyn)
- in Svezia il 1º maggio 1998
- in Spagna (Brooklyn Sur)
- in Italia (Brooklyn South)